# Rozmarné divadlo
Rozmarné divadlo, bylo české divadlo, založené Janem Snížkem, dramatikem, kabaretiérem, režisérem a divadelním podnikatelem v roce 1944 v Praze. Pod tímto názvem existovalo do července roku 1946. 

## Vznik divadla
Snížek byl autorem pásem divadelních skečů, které parodovaly tehdejší divadelní a filmové konvence. Svá pásma uváděl zprvu na amatérské scéně v Umělecké besedě, od roku 1940 pak v Divadle U Nováků Járy Kohouta. Největšího počtu repríz dosáhlo o pásmo nazvané Rozmarné zrcadlo.
S tímto pásmem se Snížek v roce 1941 přemístil do jím nově založeného Nezávislého divadla, později jej uváděl na venkovských štacích.
V roce 1943 se Snížek vrátil do Prahy a připojil se ke Stálému divadlu Břetislava Diviše v Unitarii. Zde uváděl Rozmarné zrcadlo II, věnované filmu. Následně bylo krátce sídlem jeho skupiny opět divadlo Rokoko, kde působil na základě kabaretní licence.
V roce 1944 Snížek založil „Rozmarné divadlo“, resp. poprvé použil tento název pro své divadlo, které působilo na jevišti Valentova Pražského okružního divadla ve vinohradské Hajnovce.  

## Soubor divadla
K souboru divadla patřili např. František Filipovský, Bohuš Záhorský, Bóža Wronski, Martin Růžek, Snížkova žena Božena Helclová, Hana Staňková, A. Žďárský, G. Holmová, Zdena Sladká, B. Velanová, G. Rosenbergová, V. Petráňová, Z. Heinzová, F. Znamenáček, L. Vlach, A. Greiffenegger, a další. 

## Repertoár
- 1944 Jan Snížek: Rozmarné zrcadlo, režie Jan Snížek (Rozmarné divadlo na Hajnovce)
- srpen 1945 Jan Pixa: Bouráme dějiny, režie Jan Snížek (Rozmarné divadlo v Rokoku)
- březen 1946 Jan Snížek: Dvojí majestát, režie Jan Snížek (Rozmarné divadlo v Alhambře)

## Zánik divadla
Provoz divadla byl přerušen z rozhodnutí protektorátních úřadů o uzavření českých divadel k 1. září 1944. Od srpna 1945 provozoval Snížek své Rozmarné divadlo krátce v Rokoku , v říjnu roku 1945 se s divadlem přesunul ještě do Alhambry na Václavském náměstí. Divadlo se však stalo terčem řady levicových ideologů  a v červenci 1946 zaniklo. Snížek pak ještě chvíli působil v Alhambře jako autor, herec a šéfrežisér   a v roce 1948 odešel do exilu. 